# Xenops rutilans
El picolezna rojizo (Xenops rutilans) es una especie de ave paseriforme de la familia Furnariidae. Es nativo de América Central y del Sur, desde Costa Rica hasta el norte de Argentina.

## Nombres comunes
Aparte de picolezna rojizo (en Paraguay y Argentina), también se le denomina picolezna grande (en Bolivia), xenops estriado (en Colombia), xenops rayado (en Costa Rica y Panamá), piquivuelto listado (en Nicaragua), pico-lezna rayado (en Perú y Venezuela), picolezna manchado, o picolezna jaspeado (en Argentina).

## Distribución y hábitat
Su distribución es bastante peculiar, se encuentra en Costa Rica, este y extremo oeste de Panamá, y desde Trinidad y Tobago, norte y noroeste de Venezuela, y una faja acompañando los Andes del noreste al suroeste de Colombia, Ecuador, Perú, Bolivia, hasta el noroeste de Argentina; por el centro y este del continente, gran parte de Brasil, excepto el norte y oeste de la Amazonia y la caatinga, este de Paraguay y extremo noreste de Argentina.
Esta especie es ampliamente diseminada y localmente bastante común en sus hábitats naturales, el dosel y los bordes de selvas húmedas de las montañas y sus estribaciones entre los 600 y 2200 m sobre el nivel del mar, y puede usar los bosques secundarios y en regeneración, y bosques caducifolios de tierras bajas.

## Descripción

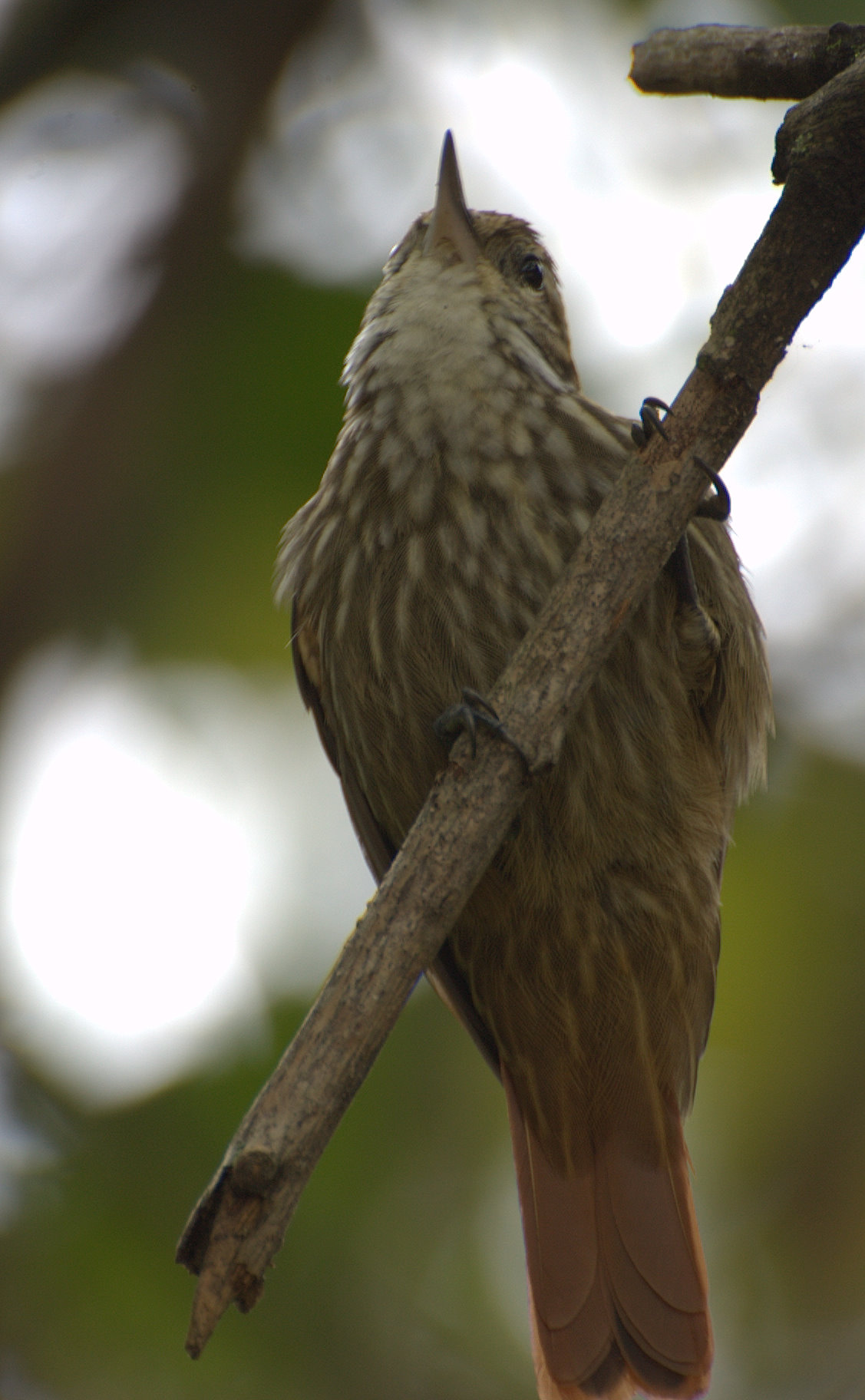
Vista inferior de un picolezna rojizo donde se aprecia el veteado blanquecino sobre el fondo pardo verdoso.

El picolezna rojizo mide una media de 12,2 cm de largo y pesa unos 12,6 g. Tiene un pico fuerte y puntiagudo, con la parte inferior ligeramente curvada hacia arriba. Su cabeza es de color marrón oscuro con listas superciliares y malares blanquecinas. Las partes superiores de su cuerpo son pardo rojizas y presenta una banda beige en sus alas. Sus partes inferiores son de color pardo oliváceo salpicado con múltiples vetas blanquecinas. Las hembras y los machos tienen un aspecto similar. 
Suele ser difícil localizarlos visualmente aunque es más fácil escuchar sus llamadas, una serie descendente de 5 o 6 notas metálicas que suenan zit.

## Comportamiento
Se mueve en los troncos de los árboles en todas las direcciones como los agateadores, aunque no usa su cola para apoyarse. Se alimenta de artrópodos como las larvas de escarabajos de la madera podrida, pero también de termitas voladoras. Suele unirse a bandadas mixtas de alimentación con otras especies de aves, con una frecuencia que depende de la localización, desplazándose generalmente por las alturas medias del bosque.
Suele ser difícil observarlos porque se alimentan en las cortezas de los troncos, los tocones en descomposición o las ramas secas donde se camufla perfectamente.
Los picoleznas rojizos construyen su nido amontonado algunas ramitas y raíces en el agujero de un árbol entre 1,5 y 4,5 m de altura. La puesta normal consta de dos huevos blancos que son incubados por ambos miembros de la pareja.

## Sistemática

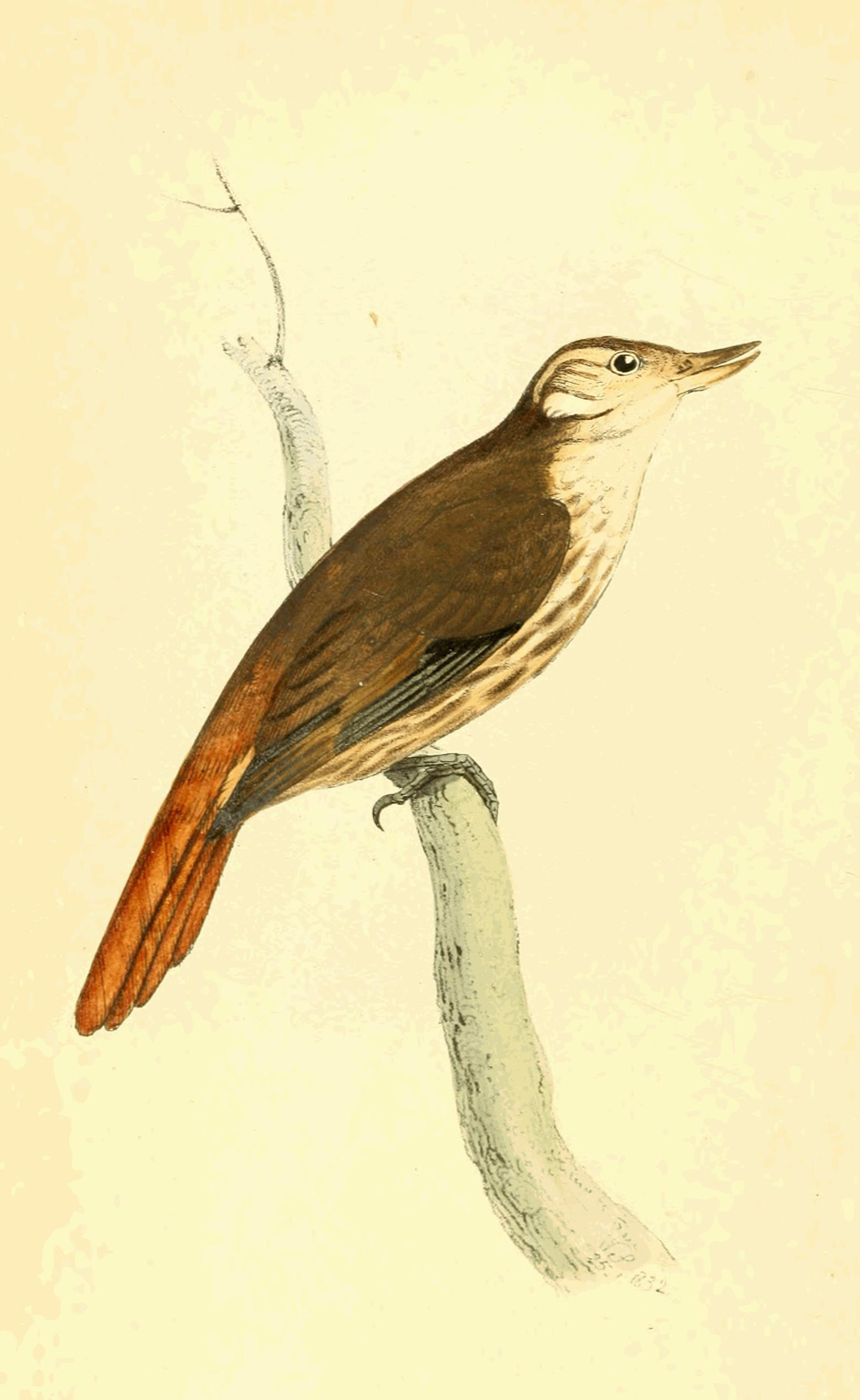
Xenops rutilans, ilustración de William Swainson en Zoological Illustrations, Volume II, 1821.

### Descripción original
La especie X. rutilans fue descrita originalmente por el ornitólogo neerlandés Coenraad Jacob Temminck en 1821 bajo nombre científico «Xenops rutilus». Su localidad tipo es: «Brasil.» A pesar de que el nombre específico ha sido normalmente dado como rutilans, se ha demostrado recientemente ser una escrita subsecuente incorrecta, lo que debería dar lugar a la escrita original rutilus. Este nombre ha sido adoptado por las clasificaciones Aves del Mundo y Birdlife International.

### Etimología
El nombre genérico masculino «Xenops» deriva del griego «xenos»: extraño, y «ōps, ōpos»: cara, en referencia al pico; significando «con pico extraño»; y el nombre de la especie «rutilans», proviene del latín «rutilans, rutilantis»: de color rojizo brillante o «rutilus»: rojizo.

### Taxonomía
A pesar del gran número de subespecies propuestas, existe poca variación geográfica a lo largo de la extensa zona de distribución;  de hecho, parece haber más variación dentro da la subespecie nominal que entre muchas de las subespecies propuestas. Muchas, o la mayoría de las subespecies probablemente no sean diagnosticables; la mayoría han sido descritas a partir de unos pocos especímenes de pocas localidades, y muchos de los caracteres usados para definirlas parecen inválidos. Es necesaria una urgente revisión y las distribuciones listadas deben ser interpretadas con cautela.

### Subespecies
Según la clasificación del Congreso Ornitológico Internacional (IOC) y Clements Checklist v.2018, se reconocen once subespecies, con su correspondiente distribución geográfica:
- Xenops rutilans septentrionalis J.T. Zimmer, 1929 – Costa Rica y oeste de Panamá (oeste de Chiriquí).
- Xenops rutilans incomptus Wetmore, 1970 – extremo este de Panamá (Cerro Pirre).
- Xenops rutilans phelpsi Meyer de Schauensee, 1959 – Sierra Nevada de Santa Marta, en el norte de Colombia.
- Xenops rutilans perijanus Phelps, Sr & Phelps, Jr, 1954 – Serranía del Perijá, y Andes orientales del oeste de Venezuela (sur de Táchira) y noreste de Colombia (Santander).
- Xenops rutilans heterurus Cabanis & Heine, 1860 – norte de Venezuela (al este hasta la península de Paria, Trinidad, y los Andes desde Colombia all sur hasta el noreste de Ecuador (hasta el oeste de Pastaza).
- Xenops rutilans guayae Hellmayr, 1920 – tierras bajas del oeste de Ecuador (al sur desde Esmeraldas) y noroeste de Perú (Tumbes, Piura).
- Xenops rutilans peruvianus J.T. Zimmer, 1935 – estribaciones andinas en Ecuador (Morona Santiago, Zamora Chinchipe) y Perú (al sur hasta Puno).
- Xenops rutilans purusianus Todd, 1925 – extremo este de Perú, centro de Brasil (río Purus al este hasta el río Tapajós) y noreste de Bolivia (Pando).
- Xenops rutilans connectens Chapman, 1919 – estribaciones desde Bolivia (al sur desde La Paz, también en los extremos este y sureste) hasta el noroeste de Argentina (hasta Tucumán).
- Xenops rutilans chapadensis J.T. Zimmer, 1935 – este de Bolivia (Beni) y suroeste de Brasil (Rondônia y Mato Grosso al este hasta Maranhão, Piauí y Goiás).
- Xenops rutilans rutilans Temminck, 1821 – sureste de  Brasil (al sur desde Paraíba, Bahia y Minas Gerais) hacia el sur hasta el centro norte de Paraguay y noreste de Argentina (Misiones, noreste de Corrientes).